# Tina Gaber
Tina Gaber, slovenska vplivnica, TV-voditeljica in lobistka, * 5. maj 1986.
Leta 2007 je kot študentka sociologije iz Ljubljane v ljubljanskem Atlantisu zmagala na lepotnem tekmovanju Miss Hawaiian Tropic Slovenije 2008. Poleg tega so jo bralci revij Nova in Lea izbrali za miss Nova.
Ob zmagi je izrazila željo po delu na TV, kasneje pa po karieri vlogerke na YouTube, vodila največji športni resničnostni show pri nas, Exatlon. Je tudi bivša uradno registrirana lobistka KPK.
Kot partnerka premierja Roberta Goloba je aprila 2023 prvič sodelovala v t.i. damskem programu. Z Eleno Kovačevsko, ženo makedonskega predsednika vlade, in Andrijano Nikolovsko, ženo makedonskega ministra za kmetijstvo, gozdarstvo in vodno gospodarstvo, je obiskala Dom upokojencev Kranj. Udeležila se je predaje podpisov proti odlovu nutrij na ministrstvu za kmetijstvo 24. julija 2023.

## Študij
Študirala je na FDV. V diplomski nalogi l. 2010 je pisala o odnosu slovenskih estradnikov do prepovedanih drog, v magistrski l. 2017 pa o diskriminaciji veganov.

## Manekenstvo in televizija
Vodila je največji športni resničnostni šov pri nas, Exatlon.
Miss Hawaiian Tropic Slovenije 2008

## Javna podoba

### Odnos do živali in pridelave hrane
Sebe, očeta in dedka je opisala kot velike ljubitelje živali. Nasprotuje nošenju krzna, omejevanju gibanja živalim in njihovemu mučenju, pokanju s petardami ter uživanju uvožene hrane. Zmotila jo je turistična ježa slonov na Tajskem. Etični vidik našega prehranjevanja in mučenja živali je podrobneje opisala v svojem magistrskem delu.

#### Delovanje v partnerjevem kabinetu
V kabinetu svojega partnerja je članica delovne skupine za pravice živali in neformalna sodelavka strateškega sveta za prehrano. Golob je povedal, da pri tem ne gre za konflikt interesov, in da so se o tem posvetovali tudi s Komisijo za preprečevanje korupcije.

#### Nutrije
V razpravo o odlovu nutrij se je vključila 22. maja 2023 z objavo videa na svojem instagram profilu, na katerem jih ljubkuje in hrani na obali Ljubljanice, s čimer je kršila občinski zakon, ki prepoveduje hranjenje prostoživečih živali. Udeležila se je predaje podpisov proti odlovu nutrij na ministrstvu za kmetijstvo 24. julija 2023. V videu, ki ga je objavila na svojem facebook profilu dan kasneje, je Huberta Potočnika z Biotehniške fakultete, ki je leta 2019 napisal projektno nalogo o tej tematiki, obtožila konflikt interesov zaradi članstva v strokovno-znanstvenem svetu Lovske zveze Slovenije. Lovcem je očitala finančni interes in namen večdnevnega mučenja nutrij v kletkah. Potočnikova naloga je nastala na podlagi razpisa. Njen namen je bila ocena stroškov šestletnega intenzivnega odlova nutrij in pižmovk v Krajinskem parku Ljubljansko barje. Po njegovem naj bi monitoring nutrij in pižmovk državo stal več kot pol milijona evrov. 
Golob je zanikal trditve, da delovanje Gabrove pomeni konflikt interesov in možno obliko pritiska na uradnike ministrstva. V oddaji 24ur zvečer 26. julija 2023 je dejal, da je njen aktivizem splošno znan, da tudi v tem primeru deluje povsem pregledno in da ji ne more narekovati, kaj naj govori.

### Dobrodelnost
Leta 2009 je organizirala krvodajalsko akcijo znanih Slovencev. Leta 2012 je prispevala svoje salonarje za dobrodelno prodajo Zavoda Varna pot.  Bila je ambasadorka varne vožnje. Sodelovala je na več protestih za pravice živali in LGBT skupnosti. Je tudi ambasadorka gluhoslepih in Združenja Dlan. 